# USS Hinsdale (APA-120)
L’USS Hinsdale (APA-120) est un navire de transport d'attaque (en) de classe Haskell (en).

## Histoire
Après des essais à San Diego, le nouveau transport d'attaque va vers le Pacifique, atteignant Pearl Harbor le 12 décembre 1944 avec 175 passagers. Le 27 décembre 1944, le Hinsdale embarque quelque 1 200 soldats pour la bataille d'Iwo Jima. Agissant en tant que navire amiral de la 44e division des transports, il passe près d'un mois d'entraînement intensif du débarquement. Il quitte Hawaï le 27 janvier 1945, s'arrêtant à Saipan pour rejoindre une énorme flottille de transport, et arrive au large des hauteurs rocheuses d'Iwo Jima à l'aube du jour J, le 19 février.
Les passagers du Hinsdale envahissent la côte avec la première vague des forces d'invasion. Le navire dans la région d'Iwo Jima pendant une semaine pour embarquer et débarquer des troupes et des cargaisons. Une partie de son travail le plus important est en tant que navire-hôpital auxiliaire, soignant les blessés graves. Le débarquement des troupes, le déchargement des cargaisons et les soins aux blessés se déroulent sous des tirs continus de mortier et d'artillerie à partir de batteries côtières japonaises bien établies, mais le Hinsdale n'a qu'un seul tir rapproché. Le matin du 25 février, un projectile éclate à bord du transport, tuant un capitaine de marine debout sur le pont et en blessant plusieurs autres. Le 27 février, le Hinsdale part d'Iwo Jima, s'arrêtant à Saipan pour le carburant, et atteint Guam le 3 mars pour débarquer 166 blessés.
Le Hinsdale ne fait qu'une brève escale à Guam avant de retourner à Saipan le 9 mars pour embarquer des troupes en vue de la bataille d'Okinawa. Avec près de 1 500 combattants et marins affectés au combat à bord, il passe de longues heures à s'entraîner pour les débarquements. Le 27 mars 1945, le Hinsdale quitte Saipan pour prendre sa place dans la Joint Expeditionary Force-1, 213 navires chargés de plus d'un demi-million de soldats, se dirigeant vers Okinawa. Le dimanche 1er avril 1945, alors qu'il se dirige vers la zone de transport à travers l'obscurité avant l'aube, des marins déjà sur le pont et prêts à débarquer repèrent un avion ennemi survolant l'eau au ras de l'eau. Après seulement quelques secondes d'avertissement, le Hinsdale ne peut pas échapper au kamikaze ; à 6 h, l'avion-suicide, probablement un Kawasaki Ki-61 Hien, s'écrase à bâbord juste au-dessus de la ligne de flottaison et s'enfonce dans la salle des machines. Trois explosions secouent le transport chargé de troupes alors que les bombes du kamikaze explosent au fond d'elle et déchirent la salle des machines, un seul membre survit à la vapeur des chaudières qui explosent.
L'alimentation s'arrête aussitôt, les lumières et la communication interne, vitales pour le contrôle des dommages, disparaissent. Le Hinsdale s'arrête dans l'eau, avec trois trous béants à bâbord. Les marines sur le pont qui étaient prêts à débarquer se précipitent à tribord pour prévenir la gîte. Au-dessous des ponts, l'équipage du Hinsdale tâtonne à travers l'obscurité remplie de fumée pour combattre les incendies déclenchés par le kamikaze et réparer. Quinze hommes meurent ; 40 disparaissent ou sont blessés. Malgré les dommages, le Hinsdale fait le débarquement.
Une puissance limitée est rétablie grâce à un moteur diesel auxiliaire, le navire est remorqué par un ATR-80 à 5 nœuds, vers Kerama, à une trentaine de kilomètres. Les travaux de réparation d'urgence commencent immédiatement au milieu des attaques kamikazes ; le Hinsdale élimine au moins deux des kamikazes. Sa cargaison, principalement l'équipement et les magasins nécessaires aux Marines, est transférée vers l'USS Pitt (APA-223), puis le Hinsdale sert de navire de réception pour les survivants d'autres victimes kamikazes.
Le 14 avril, il quitte Kerama, remorqué par l'USS Leo (AKA-60) dans un convoi de LST. Naviguant lentement, le convoi atteint Ulithi le 23 avril. Le Hinsdale, après un mois de travail intensif par le navire de réparation USS Vulcan (AR-5), est prêt pour la mer, et le 20 mai navigue vers les États-Unis.
Le Hinsdale s'installe au New York Navy Yard le 2 juillet 1945 pour une révision complète. Alors qu'il est en réparation, les Japonais se rendent. Repartant le 21 novembre, pour participer à l'opération Magic Carpet, le retour des soldats du Pacifique, il va par Pearl Harbor vers Sasebo et Nagasaki, embarque plus d'un millier de soldats et atteint San Francisco le 24 janvier 1946. Puis on l'envoie au Norfolk Naval Shipyard où il arrive le 20 février, est déclassée le 8 avril 1946, mise à disposition par l'United States Maritime Commission le 12 avril et son nom rayé du Naval Vessel Register le 1er mai 1946. Le Hinsdale est ensuite placé dans la National Defense Reserve Fleet et amarré dans la James River près de Norfolk (Virginie).
En 1955, le Hinsdale est retiré de la flotte de réserve dans le cadre d'un programme de réparation puis est remis à flot. Le 16 juillet 1974, il est vendu à B. V. Intershitra, pour 731 150 dollars, pour être mise au rebut. Le 11 septembre 1974, il est retiré de la flotte de réserve et envoyé à la démolition.

## Distinctions
Le Hinsdale reçoit deux Battle stars.